# 葛木男神社

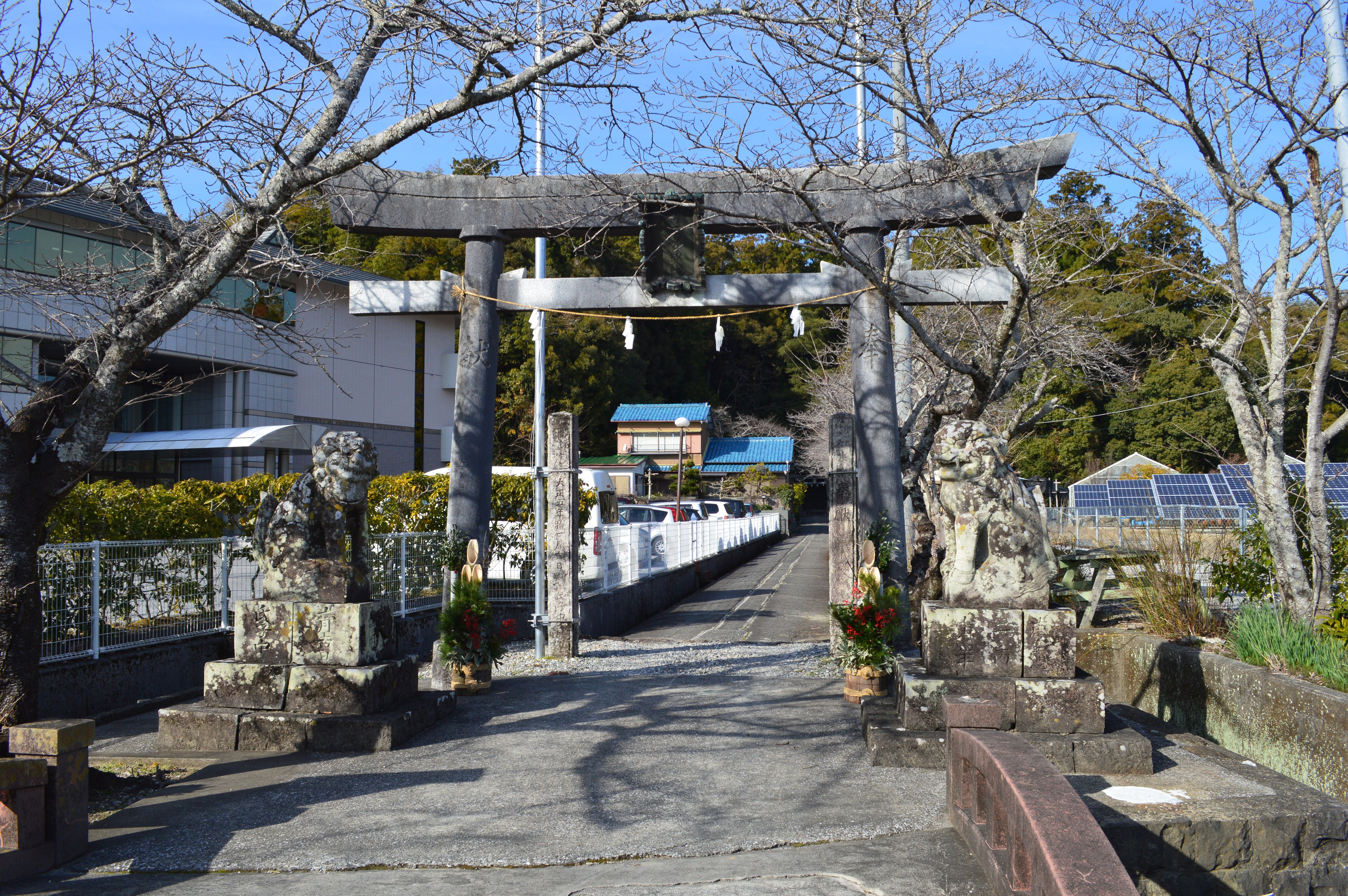
鳥居

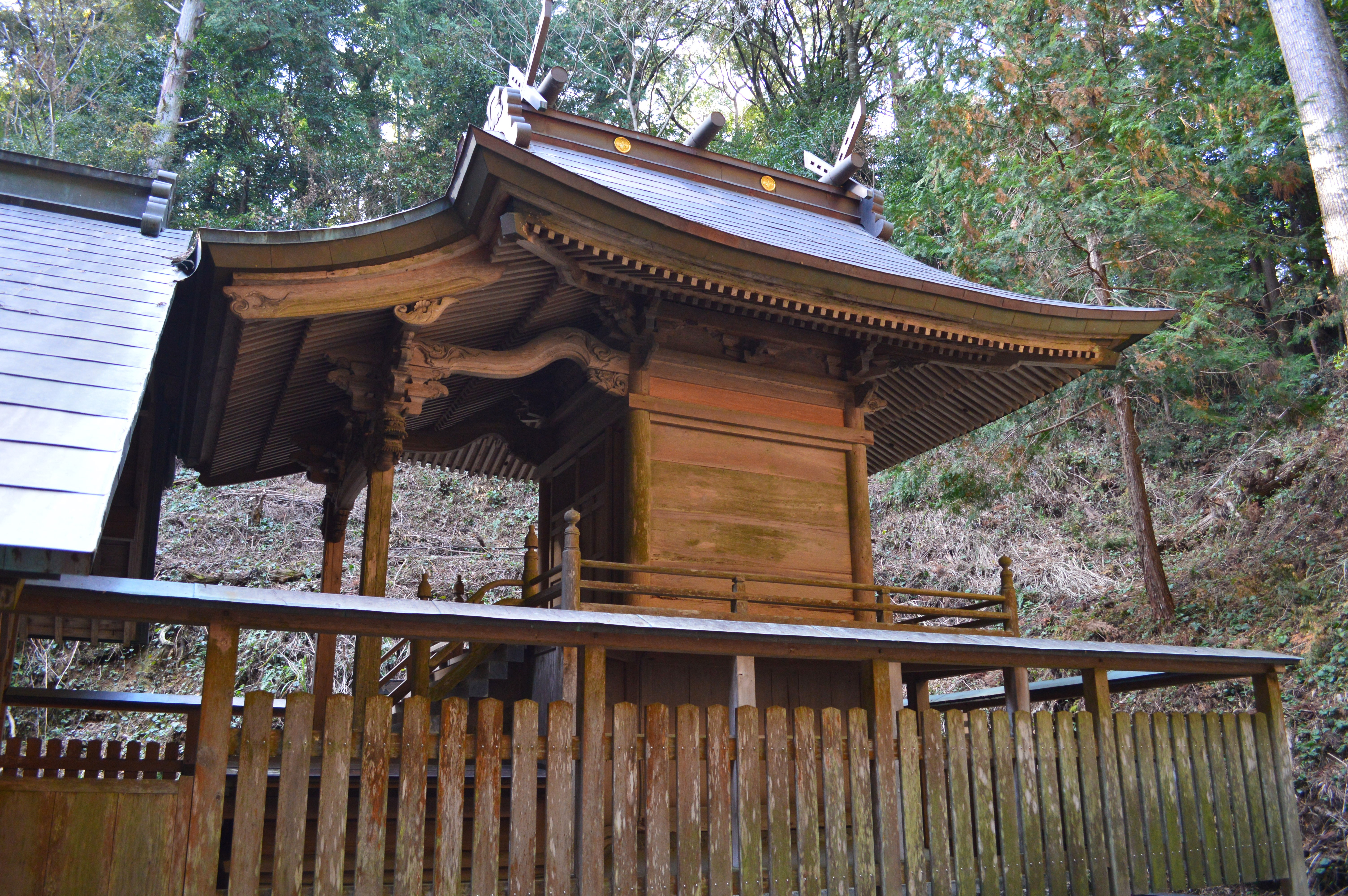
本殿

葛木男神社（かつらきおじんじゃ/かずらきのおじんじゃ）は、高知県高知市布師田（ぬのしだ）にある神社。式内社で、旧社格は郷社。
昭和47年（1972年）に同じく式内社の葛木咩神社（かつらきひめじんじゃ、旧村社）を合祀している。

## 祭神
現在の祭神は次の3柱。神体は鏡とされる。
- 高皇産霊神（たかみむすびのかみ）
- 葛木男大神（かつらきおのおおかみ）
葛城襲津彦命[3]。この葛城襲津彦は、大和葛城地方（現・奈良県御所市一帯）の豪族の葛城氏祖とされる[3]。
- 葛木咩大神（かつらきひめのおおかみ）
葛城襲津彦妃命[3]。合祀した葛木咩神社の祭神になる[3]。

### 祭神について
近世以降の考証史料では、葛木男神社の祭神を葛城襲津彦とする説や、高皇産霊命とする説が見られる。現在では、その両説を採った祭神としている。
- 葛城襲津彦説
『新撰姓氏録』[原 1]において布師臣（布師氏）を葛城襲津彦の後裔とすることに基づく説。この布師氏が当地に居住し、祖神として葛城襲津彦を祀ったので「布師田」の地名が起こったとする[1]。
- 高皇産霊命説
『新撰姓氏録』[原 2][原 3]において葛木直・葛木忌寸を高魂命（高御魂命/高皇産霊命）の後裔とすることに基づく説。近世に見える社名「高結大明神宮」「高魂大明神宮」「高結社」等はこの祭神に起こるとし、また葛木氏（葛城氏）を奉斎氏族と推測する[1]。ただし、同じく高皇産霊命後裔の忌部氏を奉斎氏族とする説もある[1]。なお高皇産霊命は性の無い独神であるため、『式内社調査報告』では葛城襲津彦説を有力視する[6]。

上記とは別に『土佐国風土記』逸文では、
として、土佐郡の郡家内には土左大神（土佐神社祭神）の御子神の天河命（あまのかわのみこと）を祀る社が、郡家南の道には天河命の娘神の浄川媛命（きよかわひめのみこと）を祀る社があると見える。この天河命・浄川媛命は他文献に記載のない神々であるが、後述のように土佐郡家が葛木男神社の旧鎮座地付近に推測されることから、両神を葛木男神・葛木咩神に比定する説がある。土佐郡家は、古くから存在した天河命の社を取り込む形で成立したと見られており、この一帯が土佐郡成立以前の豪族の都佐国造（土佐国造）の中心地であったと推測される。この都佐国造は大和葛城地方の三輪氏の流れを汲む賀茂朝臣氏に連なる系譜といわれ、当社の社名「葛木」とも関連を有している。その場合、本来の祭神は葛城の高鴨に鎮座する都佐国造の祖・味耜高彦根命であった可能性が非常に高い。しかし古くは葛木男神が土左大神の御子神であったとしても、現在の土佐神社と葛木男神社との間に祭祀関係は伝わっていない。

## 歴史

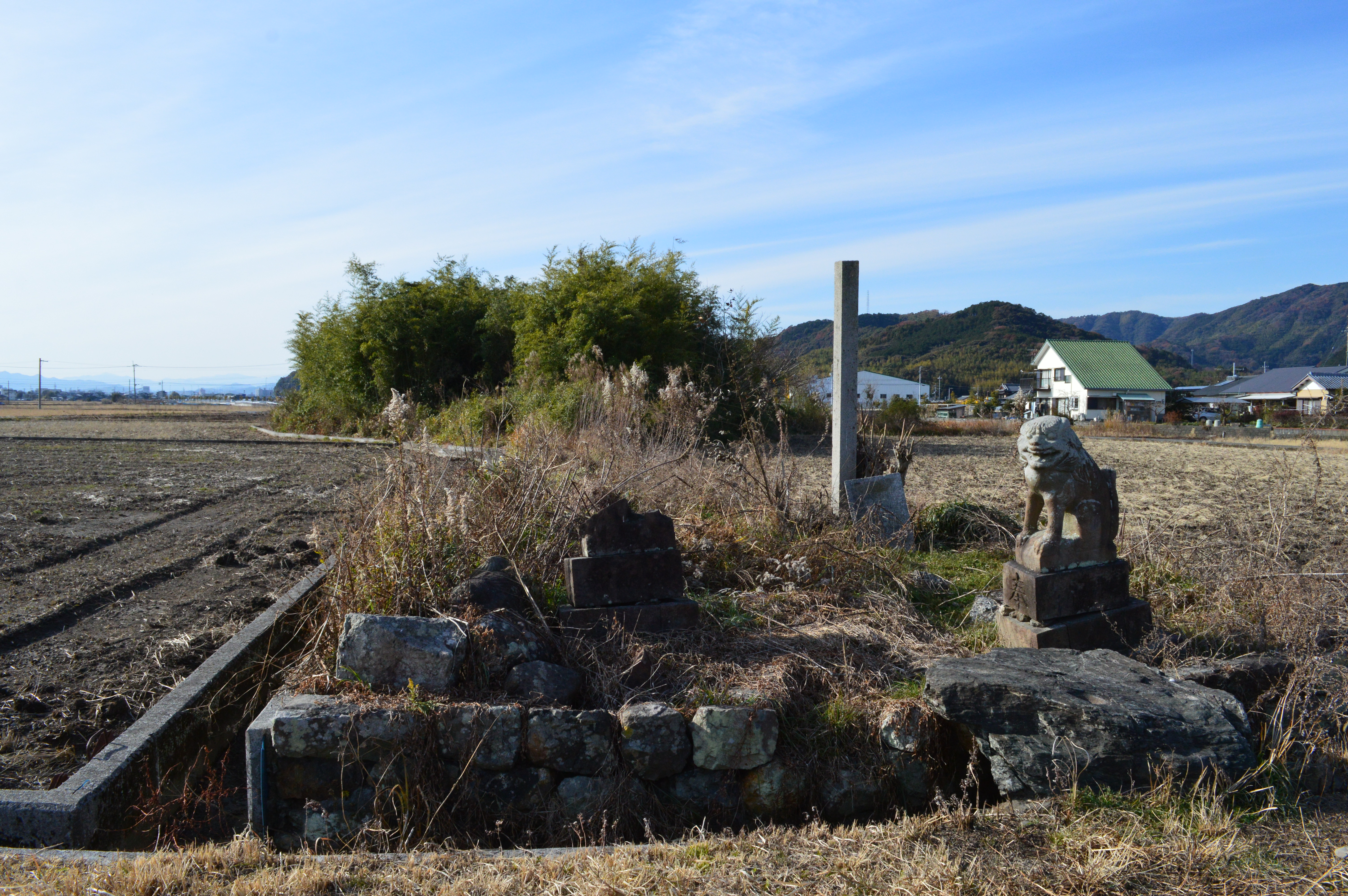
葛木咩神社旧地

葛木男神社・葛木咩神社とも創建は不詳。伝承では、元は両社とも現社地の南東方（現・字下附の集落南方）において同じ境内に鎮座したが、葛木咩神社は東南方に移り（北緯33度34分55.01秒 東経133度36分27.87秒 / 北緯33.5819472度 東経133.6077417度）、葛木男神社も国分川の増水を避け北西方の現在地に移ったという。なお『土佐国風土記』逸文では、土左高賀茂大社（土佐神社）の東4里（約2キロメートル）に土佐郡家があったというが、その地は旧鎮座地の字下附付近と推測される。
延長5年（927年）成立の『延喜式』神名帳では土佐国土佐郡において「葛木男神社」「葛木咩神社」と対を成して記載され、葛木男神社・葛木咩神社とも式内社に列している。読みはそれぞれ「カツラキヲノ」「カツラキヒメノ」と振られる。また『和名抄』に見える地名のうちでは、現鎮座地は土佐郡土佐郷の東部付近と推測される。
その後の変遷は不詳で、『長宗我部地検帳』に記載がないため荒廃したと見られている。『南路志』によると、近世の葛木男神社には社地18代・田地1反22代があって西山寺（南方に所在）が別当寺を務め、葛木咩神社には社地34代・田地10代があったという。
近世には葛木男神社は「高結大明神社」と称していたが、明治元年（1868年）に現社名に改称した。明治5年（1872年）、近代社格制度において葛木男神社は郷社に、葛木咩神社は村社に列した。昭和47年（1972年）には葛木咩神社が葛木男神社に合祀され、現在に至っている。

### 原典
1. ↑  『新撰姓氏録』和泉国皇別 布師臣条。
2. ↑  『新撰姓氏録』河内国神別 天神 葛木直条。
3. ↑  『新撰姓氏録』大和国神別 天神 葛木忌寸条。
4. 1 2  『雅事問答』所引『土佐国風土記』逸文。
5. ↑  『釈日本紀』巻12（述義8）一言主神条または巻15（述義11）土左大神以神刀一口進于天皇条所引『土佐国風土記』逸文。